# Георгиев-Гец, Георги
Гео́рги Ива́нов Георги́ев–Гец (болг. Георги Иванов Георгиев–Гец; 4 октября 1926, Разпоповцы, Болгария — 2 сентября 1996, София, Болгария) — болгарский актёр театра и кино. Народный артист НРБ (1971).

## Биография
Окончил в 1953 году ВИТИС в Софии. Ученик  Филипа Филипова.
В 1953—1991 годах — актёр Народного театра в Софии. Член БКП с 1966 года.
Сын — Иван Георгиев-Гец (1958—2015), кинорежиссёр, сценарист, кинопродюсер и педагог.

## Избранная фильмография

### Актёр
- 1951 — Утро над Родиной / Утро над родината — Шлосер
- 1952 — Наша земля / Наша земя — Димо
- 1955 — Неспокойный путь / Неспокоен път — Казака
- 1956 — Пункт первый повестки дня / Точка първа —
- 1957 — Жизнь течёт тихо / Животът си тече тихо... — Петко
- 1958 — Закон моря / Законът на морето — Пётр
- 1960 — Первый урок / Първи урок — брат Пешо
- 1961 — Как молоды мы были / А бяхме млади — Младен
- 1961 — В ночь на тринадцатое / Нощта срещу 13-ти — Генерал
- 1961 — Крутая тропинка / Стръмната пътека — Иван Дивия
- 1962 — Золотой зуб / Златният зъб — Капитан Продан Липовски по прозвищу «Золотой зуб»
- 1964 — Чёрная река / Черната река — Добри
- 1964 — Непримиримые / Непримиримите — Атанас
- 1966 — Мужчины / Мъже —
- 1966 — Между двоими / Между двамата — Халата
- 1966 — Самая длинная ночь / Най-дългата нощ — Странник
- 1966 — Привязанный аэростат / Привързаният балон — Крестьянин
- 1967 — Запах миндаля / С дъх на бадеми — Михаил Никодимов
- 1968 — Прокурор / Прокурорът — Прокурорът Миладин Войнов
- 1968 — Небо над Велекой / Небето на Велека — Мартин
- 1969 — Восьмой / Осмият — Восьмой
- 1969 — На каждом километре / На всеки километър — Воевода (сериал)
- 1969 — Снова в дорогу / Тръгни на път — Председатель Ради Радулов
- 1970 — Четверо в вагоне / Четиримата от вагона — Капитан Драганов
- 1970 — «Цитадель» ответила / Цитаделата отговори — Майор Пётр Хариев
- 1971 — Что может быть лучше плохой погоды / Няма нищо по-хубаво от лошото време — Эмиль Боев
- 1972 — Яблоко раздора / Татул — Ганчовски
- 1972 — Игрек 17 / Игрек 17 — Капитан Рудев
- 1973 — Зарево над Дравой / Зарево над Драва — майор Боян Василев
- 1974 — Последний холостяк / Последният ерген — Полковник
- 1974 — Крестьянин на велосипеде / Селянинът с колелото — Йордан
- 1976 — Дополнение к закону о защите государства / Допълнение към закона за защита на държавата — Человек с сигаретой (в советском прокате «Взрыв в Софийском соборе»)
- 1976 — Матриархат / Матриархат — Милор
- 1978 — Путь к Софии / Пътят към София — Климент Будинов (СССР—Болгария, мини-сериал)
- 1979 — Одни среди волков / Сами сред вълци — Никола Гешев (сериал)
- 1980 — Три смертных греха / Трите смъртни гряха — Куздо Каракозов
- 1980 — Вонни / Уони — Иван Гяуров — Уони
- 1981 — Милость к живым / Милост за живите — Бай Стефан
- 1981 — Пришествие / Пришествие —
- 1981 — Удар / Ударът —
- 1982 — Станция «Берлин» / Спирка „Берлин“ —
- 1982 — Самый тяжкий грех / Най-тежкият грях — Симеонов-Ведрин
- 1982 — Никколо Паганини /  — Франтишек (СССР—Болгария, мини-сериал)
- 1983 — Равновесие / Равновесие — Сценарист
- 1984 — Они ждут кого-нибудь? / Откога те чакам — Бывший директор
- 1984 — Плотина / Стената — Чичов
- 1985 —  / Мечтание съм аз... —
- 1986 — День властелинов / Денят на владетелите — Дилон
- 1986 — Они взяли верх / Те надделяха — Бай Драган
- 1988 — Отец / Баща — Батяня
- 1989 — Право на выбор / Право на избор —
- 1990 — Под игом / Под игото — Чорбаджи Марко (сериал)
- 1993 — Круговорот / Кръговрат — Шанов

## Награды
- 1967 — Заслуженный артист НРБ
- 1971 — Димитровская премия
- 1971 — Народный артист НРБ
- 1974 — награда за лучшую мужскую роль на Фестивале болгарских игровых фильмов «Златна Роза», Варна («Зарево над Дравой»)
- 1974 — премия за лучшую мужскую роль на кинофестивале в Варне («Крестьянин на велосипеде»)
- 1975 — премия за лучшую мужскую роль IX Московского международного кинофестиваля («Крестьянин на велосипеде»)
- 1976 — Орден Народной Республики Болгария I степени
- 1976 — Орден «Кирилл и Мефодий» II степени